# Харай
Харай (бур. хара — чёрный) — деревня в Осинском районе Иркутской области России. Входит в состав муниципального образования «Оса».

## География
Находится в непосредственной близости севернее районного центра.
Внутреннее деление
Состоит из 7 улиц:
- Заречная
- Лазо
- Матросова
- Озёрная
- Подгорная
- Садовая
- Школьная

## Население
| 2002 | 2010 | 2011 | 2012 |
| ---- | ---- | ---- | ---- |
| 404  | ↗427 | ↘426 | ↗433 |